# Benchamatti, Kushtagi
Benchamatti là một làng thuộc tehsil Kushtagi, huyện Koppal, bang Karnataka, Ấn Độ.